# 当山弘道
当山 弘道（とうやま ひろみち、1895年〈明治28年〉3月18日 - 1969年〈昭和44年〉2月16日）は、大日本帝国陸軍軍人。最終階級は陸軍中将。

## 経歴
東京府出身。陸軍士官学校第28期、陸軍大学校第40期卒業。米国駐在を経て、1926年（大正15年）3月11日、陸軍歩兵大尉に進級し、3月29日に歩兵第1連隊附となり、世田谷中学校に配属された。1928年（昭和3年）11月に歩兵第1連隊中隊長に転じ、1930年（昭和5年）3月に歩兵第1連隊附参謀本部附勤務に移った。同年12月に参謀本部部員となり、1931年（昭和6年）8月に陸軍歩兵少佐に進級した。1932年（昭和7年）4月に陸軍歩兵学校教導隊附兼教官に転じ、1933年（昭和8年）8月に戦車第2連隊附（第1師団）、1934年（昭和9年）4月に歩兵第1連隊附と歴任した。
1936年（昭和11年）3月7日に戦車第2連隊附となり、8月1日に陸軍歩兵中佐に進級し、12月1日には陸軍戦車学校教官に転じた。1937年（昭和12年）8月に留守第1師団参謀長（東部防衛司令部）に転じ、1938年（昭和13年）7月に陸軍歩兵大佐に進級、1939年（昭和14年）3月に第32師団参謀長（第12軍）に就任して日中戦争に出動。魯南剿共作戦などに参加した。1940年（昭和15年）12月に公主嶺陸軍戦車学校教官に転じた。
1942年（昭和17年）8月1日、陸軍少将進級と同時に戦車第1旅団長（関東軍・機甲軍・戦車第1師団）に着任し、1943年（昭和18年）6月に千葉陸軍戦車学校長に転じた。1944年（昭和19年）7月8日に戦車第4師団司令部附（防衛総司令部）となり、11月22日に教導戦車旅団長（関東軍）に着任した。1945年（昭和20年）4月16日に独立戦車第8旅団長（第1総軍・第13方面軍）に就任し、4月30日に陸軍中将に進級した。同旅団は静岡県三ケ日に布陣し、本土決戦に備えていた。